# Genie
Pour les articles homonymes, voir Génie.
 (septembre 2024).
Si vous disposez d'ouvrages ou d'articles de référence ou si vous connaissez des sites web de qualité traitant du thème abordé ici, merci de compléter l'article en donnant les références utiles à sa vérifiabilité et en les liant à la section « Notes et références ».
Genie est le pseudonyme d'une enfant sauvage, découverte à Los Angeles le 4 novembre 1970, victime de maltraitance, négligence et isolement social sévères. Genie est un surnom créé pour préserver l'anonymat d'une mineure à l'époque des faits.

## Biographie

### Enfance
Susan Wiley, dite « Genie », née le 18 avril 1957, est le quatrième enfant (mais le deuxième ayant survécu) d'un couple instable. Sa mère, Dorothy Irene Oglesby, épouse Wiley, était partiellement aveugle à cause d'une cataracte et d'un décollement de la rétine et son père, de vingt ans l'aîné de sa mère, souffrait de pathologies psychiatriques, longtemps dépressif à la suite d'un accident ayant coûté la vie à sa propre mère.
À l'âge de vingt mois, Genie allait tout juste commencer à parler quand un médecin annonça à sa famille qu'elle semblait un peu lente, probablement mentalement retardée. Le père de Genie interpréta cet avis à l'extrême et, la croyant profondément retardée, lui fit subir un sévère isolement et un maltraitement rituel, afin « de la protéger ».
Jusqu'à sa découverte, à l'âge de treize ans et sept mois, Genie passait ses journées attachée à un pot pour enfant en couches-culottes. La nuit, si on ne l'oubliait pas sur le pot, elle était attachée dans un sac de couchage et placée dans un lit à barreaux recouvert d'un couvercle métallique. Son père la battait chaque fois qu'elle essayait de formuler un mot et interdisait à sa femme et à son fils de lui parler. Pendant plus d'une décennie, elle fut complètement cloîtrée, laissée seule dans une pièce, sans aucune forme d'échange avec un humain. Elle devint presque muette et pouvait seulement babiller comme un enfant, prononçant seulement quelques mots.

### Découverte et sauvetage
La découverte de Genie eut lieu quand sa mère, ayant finalement assez de courage pour échapper à son mari dominateur, réussit à quitter sa maison et à emmener sa fille avec elle. Genie, sa mère et sa grand-mère maternelle allèrent à un bureau d'assistance sociale à Temple City, en Californie, pour récupérer les aides pour les aveugles. Une employée aperçut Genie et pensa alors qu'elle avait six ou sept ans et était autiste. Lorsque l'employée comprit que Genie avait en réalité presque quatorze ans, elle prévint immédiatement son supérieur, qui signala l'enfant à la police. Genie fut immédiatement envoyée à un hôpital pour enfants pour cause de malnutrition et ses parents furent inculpés pour négligence sur mineur. Le jour du jugement, le père de Genie se suicida avec une arme à feu. Les charges retenues contre sa mère furent abandonnées du fait qu'elle avait elle-même été victime des maltraitances de son mari.
Lorsqu'elle fut libérée pour la première fois, il était difficile de croire que Genie  avait treize ans. Sa démarche a été comparée à celle d'un lapin : tenant ses mains devant elle comme des pattes, elle crachait et griffait constamment. Elle n'émettait presque aucun son. Elle était incapable de manger quelque chose de solide et avait du mal à avaler. Elle n'était pas capable de contrôler ses sphincters et ses yeux n'arrivaient pas à fixer un objet trop distant. Elle pesait 27 kilos et mesurait 1 mètre 37.
Elle se masturbait de façon excessive et pathologique[réf. souhaitée], ce qui devint problématique socialement (observation faite en 1977 par Curtiss). L'équipe de l'hôpital espérait qu'elle puisse récupérer un semblant de sociabilité. Elle devint rapidement un sujet d'étude, notamment pour découvrir s'il existe un âge limite pour l'apprentissage du langage.

### Hôpital et premiers progrès
Ses progrès initiaux furent très rapides. Son développement psychomoteur commença dès son arrivée à l'hôpital. Le troisième jour, elle était capable de s'habiller seule et d'aller aux toilettes de façon volontaire. Elle commença rapidement à marcher de façon plus fluide et était avide d'apprendre de nouveaux mots, montrant du doigt tous les objets l'entourant jusqu'à ce qu'on lui dise le nom correspondant.
Les scientifiques se demandèrent alors si Genie pouvait réellement récupérer complètement des années de maltraitances qu'elle avait subies, si ses capacités d'apprentissage étaient conservées, si un environnement riche et stimulant pouvait compenser son passé.
Une équipe de scientifiques (nommée la Genie Team) se composa, avec pour but d'étudier Genie et de répondre à la question : comment l'être humain apprend-il ? Comme par le passé avec d'autres enfants sauvages, tel Victor, se posa la question de savoir s'il fallait vraiment étudier Genie dans le cadre d'une expérience, ou plutôt la laisser vivre tranquille. Les deux étant incompatibles.
En quelques mois, elle comprenait plus d'une centaine de mots, même si elle restait silencieuse la plupart du temps. L'équipe se rendit compte que Genie avait été battue dès qu'elle faisait du bruit. On ne sut pas si son inaptitude à parler était due à ses maltraitances. L'une des membres était très présente, notamment tous les matins et à chaque moment important de la journée, car certains pensaient que pour apprendre à parler, il fallait créer un lien relationnel fort avec un autre être humain.
Après six mois, Genie partit vivre dans une famille d'accueil, la mère de cette famille étant le chef de la Genie Team.

### Familles d'accueil, progrès et limites
Jean Butler était la professeure de Genie au Children's Hospital. Elle devint sa mère adoptive de façon un peu troublante et contre l'avis de l'équipe de chercheurs. En réalité, Genie avait été confiée temporairement à Butler, mais la garde fut prolongée après que Butler en avait fait la demande. Elle devint alors très protectrice vis-à-vis de Genie, empêchant les autres membres de l'équipe de recherche de l'approcher. Butler continua à observer et à noter le comportement de Genie chez elle et remarqua notamment qu'elle avait une tendance à accumuler et à stocker toutes sortes d'objets, chose fréquente chez les enfants maltraités. Lorsque Butler demanda à devenir le parent adoptif légal de Genie, sa demande fut rejetée.
Par la suite, Genie retourna à l'hôpital et eut un nouveau parent de substitution, le thérapeute David Rigler. Sa femme Marilyn devint la nouvelle professeure de Genie et utilisa des méthodes inhabituelles. Elle laissait, par exemple, éclater la colère de Genie et lui demandait d'extérioriser ses émotions en sautant, en claquant des portes ou en tapant du pied. Elle nota que Genie maîtrisait mieux le vocabulaire que la plupart des enfants acquérant le langage. Durant cette période, Genie était même capable de parler de ses années de maltraitance :
Marilyn Rigler : « Where did you stay when you lived at home? Where did you live? Where did you sleep? » (Ou restais-tu quand tu vivais avec ton père ? Ou vivais-tu ? Où dormais-tu ?)

Genie : « Potty chair. » (Pot pour enfant.)

Marilyn Rigler: « You slept in the potty chair? » (Tu dormais sur le pot pour enfant ?)

Genie : « Mmm-hmm. Potty chair. » (Oui. Pot pour enfant.)
Genie resta avec la famille Rigler pendant les quatre années suivantes.
Genie continua à récupérer et à se développer. Elle courait, souriait, et adoptait un comportement semblable à celui d'un enfant de 18-20 mois. Elle  touchait, sentait et portait à la bouche les objets qu'on lui confiait.
Genie continuait à apprendre du vocabulaire par paliers, mais elle n'était toujours pas capable de construire de vraies phrases. Les scientifiques[Lesquels ?] pensaient que pour construire des phrases et placer des mots dans un ordre logique, il y avait besoin de quelque chose présent dès la naissance d'un enfant. Et Genie n'avait peut-être pas cette faculté. On se demanda alors si elle n'était pas retardée mentalement, si elle n'était pas retardée depuis sa naissance, si elle avait été blessée, ou si ce retard n'était pas dû à la malnutrition ou au manque de stimulation.
On conclut finalement qu'elle n'était pas retardée mentale, même si elle était incapable de maîtriser le langage. Elle était brillante dans la communication non verbale et parfois elle était tellement frustrée de ne pas pouvoir dire ce qu'elle voulait qu'elle attrapait un stylo et un papier et en quelques traits, elle illustrait des idées complexes et même des sentiments. Elle réalisa notamment le score le plus élevé jamais enregistré à des tests demandant à un sujet de trouver un sens à quelque chose d'apparemment chaotique et à y retrouver des modèles. Elle avait aussi obtenu des résultats comparables à ceux d'un adulte normal à un test évaluant les capacités spatiales. Ses capacités à comprendre et à raisonner logiquement étaient également considérables. Malgré tout, elle était incapable de maîtriser la base du langage.
Les chercheurs se demandèrent si Genie pourrait parler normalement un jour. Est-ce qu'un adolescent pouvait apprendre le langage ou est-ce que c'était trop tard ? On se rendit compte que Genie était très douée pour toutes les tâches utilisant la partie droite du cerveau, mais que pour celles utilisant le cerveau gauche, et notamment le langage, elle échouait. Une des dernières expériences réalisées sur Genie fut de mesurer l'activité de son cerveau alors qu'elle réalisait différentes tâches. On fut très surpris lorsqu'on se rendit compte que l'activité de la portion gauche de son cerveau était quasiment inexistante, comparable à des cerveaux d'enfants amputés de la partie gauche.
Sur la base de ces tests, Ursula Bellugi et Edward Klima pensent que Genie s'est développée normalement comme une personne droitière, jusqu'à ce que son père l'isole. Ils attribuent la grande asymétrie de son cerveau par le fait que Genie utilisait quasi exclusivement les sens visuels et tactiles, des stimulations qui sont principalement prises en charge par l'hémisphère droit (pour un droitier). Vu que Genie était capable de comprendre la parole avec son hémisphère droit, ils supposent que ses fonctions de traitement du langage se sont latéralisées dans cet hémisphère.

### Perte des financements
Malgré les progrès de Genie, le National Institute of Mental Health, qui finançait le projet, coupa les fonds en 1974. L'année suivante, la famille Rigler décida de stopper sa prise en charge. Genie était alors capable de prononcer des phrases comme « magasin acheter compote ».

### Fin de l'enfance
Alors que les intervenants ont fait ce qu'ils pouvaient pour aider Genie, la mère de Genie reçut également de l'assistance et fut même opérée de sa cataracte, ce qui lui permit de recouvrer presque totalement la vue. En 1975, quand Genie eut dix-huit ans, sa mère, qui avait été acquittée et désirait s'occuper de sa fille, la reprit avec elle. Cependant, après quelques mois, sa mère trouva la charge trop difficile et Genie fut placée dans une série de six maisons spécialisées. Dans l'une d'entre elles, elle fut sévèrement punie pour avoir vomi et elle n'ouvrit plus la bouche, ne serait-ce que pour parler, pendant plusieurs mois.
En octobre 1979, la mère de Genie poursuivit en justice l'équipe de recherche originale (Curtiss, Rigler et les autres), les accusant de s'être plus intéressés à leur étude qu'au bien-être de Genie, la poussant dans les limites de son endurance. Le procès fut classé sans suite.

### Conditions actuelles
Aujourd'hui, Genie vit dans une maison spécialisée pour adultes dans le sud de la Californie, à l'abri des regards du public et y restera. Sa mère est morte en 2002-2003 et son grand frère, John Wiley, est lui aussi mort en 2011.

## Autour de Genie

### Film
En 2001, un film intitulé Mockingbird Don't Sing est sorti, basé sur la vie de Genie.

### Chanson
La chanson Crooked Teeth, du groupe féminin, Killjoy Confetti, est consacrée à Genie.
Extrait :
« It's just another day in the suburbs of L.A.

Strapped down, she sleeps

She's older than you think
Borne to the world in a potty chair

Bunny walk from lack of wear

She was beaten for making noise

Oh perfect teeth! »